# Ayushmann Khurrana
Ayushmann Khurrana, né le 14 septembre 1984 à Chandigarh, est un acteur et producteur indien, occasionnellement showman. Il est connu pour ses portraits d'hommes ordinaires luttant souvent contre les normes sociales.

## Biographie
Khurrana est né, en tant que Nishant Khurrana,, dans une famille pendjabi de confession hindoue, le 14 septembre 1984 à Chandigarh. Sa mère Poonam, est femme au foyer et son père P. Khurrana, est astrologue. 
Ses parents ont changé son nom en Ayushmann Khurrana quand il avait 3 ans. Il faisait partie du Guru Nanak Khalsa College. Il a étudié à St. John's High School, Chandigarh et au DAV College, dans la même ville. Il s'est spécialisé en littérature anglaise et est titulaire d'une maîtrise en communication de masse de l'École d'études de communication de l'Université du Pendjab. Il a fait du théâtre sérieux pendant cinq ans. Pendant ses années d'université, il a fait plusieurs pièces au Gaiety Theatre, dans la ville de Shimla. Il a également été le membre fondateur des Aaghaaz et Manchtantra du DAV College, qui sont des groupes de théâtre actifs à Chandigarh. Il a conçu et joué dans des pièces de rue et a remporté des prix dans des festivals universitaires nationaux tels que Mood Indigo (IIT Bombay), OASIS (Birla Institute of Technology and Science, Pilani) et St. Lits Shimla.

## Distinctions
Il a reçu plusieurs prix, dont un National Film Award et quatre Filmfare Awards. Il a figuré sur la liste Celebrity 100 du magazine Forbes India en 2013 et 2019, et Time l'a nommé l'une des 100 personnes les plus influentes au monde en 2020.
Khurrana a remporté la deuxième saison de l'émission de téléréalité MTV Roadies en 2004 et s'est aventurée dans une carrière d'ancre. Il a fait ses débuts au cinéma en 2012 avec la comédie romantique Vicky Donor, dans laquelle sa performance en tant que donneur de sperme lui a valu le Filmfare Award du meilleur début masculin,. Après un bref revers, il a joué dans le succès commercial et critique Dum Laga Ke Haisha (2015), et a ensuite établi avec plusieurs succès au box-office, y compris les comédies-dramas Bareilly Ki Barfi (2017), Shubh Mangal Saavdhan (2017), Badhaai Ho (2018), Dream Girl (2019), Bala (2019) et Shubh Manga.
Les performances de Khurrana en tant que pianiste aveugle dans Andhadhun et policier honnête dans Article 15 lui ont valu deux prix consécutifs de la critique de Filmfare du meilleur acteur, et il a également remporté le prix national du meilleur acteur pour le premier. Il a également remporté le prix du meilleur acteur pour le rôle de Ashwatthama dans Andha Yug de Dharamvir Bharati.
En plus de ses rôles d'acteur, Khurrana a chanté pour plusieurs de ses films. Sa chanson Pani Da Rang, qu'il a chantée et co-composée, lui a valu le Filmfare Award du meilleur chanteur de lecture masculin. 

## Discographie
| Année | Chanson                                     | Album                       | Composeur              | Note(s)                                 | Refs.  |
| ----- | ------------------------------------------- | --------------------------- | ---------------------- | --------------------------------------- | ------ |
| 2012  | Pani Da Rang                                | Vicky Donor                 | Lui-même, Rochak Kohli |                                         | [ 10 ] |
| 2012  | Pani Da Rang (Female)                       | Vicky Donor                 | Lui-même, Rochak Kohli | Chantée par Sukanya Purkayastha         |        |
| 2013  | Saddi Gali                                  | Nautanki Saala!             | Lui-même, Rochak Kohli | Duo avec Neeti Mohan                    |        |
| 2013  | Saddi Gali (Unplugged)                      | Nautanki Saala!             | Lui-même, Rochak Kohli | Duo avec Neeti Mohan                    |        |
| 2013  | Tu Hi Tu                                    | Nautanki Saala!             | Mikey McCleary         |                                         | [ 11 ] |
| 2013  | O Heeriye                                   | Single                      | Rochak Kohli           | Avec Rhea Chakraborty                   | [ 12 ] |
| 2014  | Khaamakhaan                                 | Bewakoofiyaan               | Raghu Dixit            | Duo avec Neeti Mohan                    | [ 13 ] |
| 2014  | Mitti Di Khushboo                           | Single                      | Rochak Kohli           | Avec Huma Qureshi                       | [ 14 ] |
| 2015  | Dil-E-Naadan                                | Hawaizaada                  | Lui-même               | Réédition de la version de Mirza Ghalib | [ 15 ] |
| 2015  | Dil-E-Naadan (Reprise) (avec Shweta Subram) | Hawaizaada                  | Lui-même               | Réédition de la version de Mirza Ghalib |        |
| 2015  | Turram Khan                                 | Hawaizaada                  | Rochak Kohli           | Avec Papon et Monali Thakur             |        |
| 2015  | Moh Moh Ke Dhage (Reprise)                  | [um Laga Ke Haisha          | Anu Malik              |                                         | [ 16 ] |
| 2015  | Yahin Hoon Main                             | Single                      | Rochak Kohli           | Avec Yami Gautam                        | [ 10 ] |
| 2016  | Ik Vaari                                    | Single                      | Aparshakti Khurana     | Avec Aisha Sharma                       | [ 17 ] |
| 2017  | Haareya (Rock version)                      | Meri Pyaari Bindu           | Sachin–Jigar           |                                         | [ 18 ] |
| 2017  | Orrey Mon                                   | Single                      | Upal Sengupta          | Avec Ritabhari Chakraborty              | [ 19 ] |
| 2017  | Nazm Nazm                                   | Bareilly Ki Barfi           | Arko                   |                                         | [ 19 ] |
| 2017  | Kanha (Unplugged)                           | Shubh Mangal Savdhan        | Tanishk-Vayu           |                                         | [ 20 ] |
| 2018  | Bachpan                                     | Toffee                      | Abhinav Bhansal        |                                         | [ 21 ] |
| 2018  | Aap Se Milkar (Reprise)                     | Andhadhun                   | Amit Trivedi           |                                         | [ 22 ] |
| 2018  | Naina Da Kya Kasoor                         | Andhadhun                   | Amit Trivedi           |                                         | [ 10 ] |
| 2018  | Chan Kitthan                                | Single                      | Rochak Kohli           | Avec Pranitha Subhash                   | [ 10 ] |
| 2018  | Nain Na Jodeen                              | Badhaai Ho                  | Rochak Kohli           |                                         | [ 23 ] |
| 2019  | Intezaar (Reprise)                          | Article 15                  | Anurag Saikia          |                                         | [ 24 ] |
| 2019  | Ik Mulakat (Reprise)                        | Dream Girl                  | Meet Bros              |                                         | [ 25 ] |
| 2019  | Ab Teri Baari (avec Naezy)                  | Single                      | Clinton Cerejo         |                                         | [ 19 ] |
| 2020  | Mere Liye Tum Kaafi Ho                      | Shubh Mangal Zyada Saavdhan | Tanishk-Vayu           |                                         | [ 10 ] |
| 2020  | Arrey Pyaar Kar Le                          | Shubh Mangal Zyada Saavdhan | Tanishk Bagchi         |                                         | [ 26 ] |
| 2021  | Kinni Soni He"                              | Quaranteen Crush            | Sameer Kaushal         | Fait partie de la série Feels Like Ishq | [ 27 ] |
| 2021  | Maafi                                       | Chandigarh Kare Aashiqui    | Sachin-Jigar           |                                         | [ 28 ] |
| 2022  | O Sweetie Sweetie                           | Doctor G                    | Amit Trivedi           |                                         | [ 29 ] |